# María Teresa Mirabal
Antonia María Teresa Mirabal Reyes de Guzmán née le 15 octobre 1935 à Salcedo, République dominicaine et morte le 25 novembre 1960, était une géomètre et une activiste politique de la République dominicaine. Elle est l'une des trois sœurs assassinées par le dictateur Rafael Trujillo.

## Jeunesse
María Teresa était la plus jeune de quatre sœurs, nées dans une famille aisée de la province dominicaine de Salcedo. Ses parents étaient Enrique Mirabal Fernández et Mercedes Reyes Camilo.
Elle admire sa sœur Minerva et, comme elle, s'est engagée dans des activités politiques. Avec le temps, les deux sœurs se font connaître sous le nom des sœurs Mirabal. 
Son indignation face à la tyrannie trujilliste est si profonde qu'elle s'est jointe en janvier 1959 à une conspiration élaborée dans la résidence de Guido D'Alessandro pour jeter les bases de ce qui s'appelle le Mouvement révolutionnaire 14 Juin, dans l'espoir de renverser le dictateur Rafael Trujillo.

## Mort
Le 25 novembre 1960, alors que trois des sœurs, Minerva, Patria et María Teresa, revenaient de la prison où étaient détenus leurs maris, dirigeants du Mouvement révolutionnaire 14 juin, elles sont tombées dans une embuscade tendue par des agents du Service de renseignement militaire à l'extérieur de Puerto Plata. Elles ont été battues à mort, ainsi que leur chauffeur Rufino de la Cruz. Leurs corps sont retrouvés avec le véhicule, au fond d'un ravin. Alors que la scène de crime était censée indiquer que les sœurs et le chauffeur étaient morts dans une « chute accidentelle », il a été largement admis que leur mort était l'œuvre du dictateur, ce qui a suscité l'indignation nationale et a été qualifié de « goutte d'eau qui a fait déborder le vase pour le peuple dominicain »,.

## Conséquences
Selon l'historien Bernard Diederich, « l'assassinat des sœurs Mirabal a eu plus d'effet sur les Dominicains que la plupart des autres crimes du dictateur. Les assassinats, ont eu un effet sur leur machisme et ont ouvert la voie à l'assassinat de Trujillo six mois plus tard, le 30 mai 1961 »,.

## Hommages
Chaque année, le 25 novembre, les trois sœurs, sont honorées lors de la Journée internationale pour l'élimination de la violence à l'égard des femmes, déclarée en leur honneur par l'Organisation des Nations unies. Les commémorations des trois sœurs (appelées martyres par certains) ont donné lieu à de nombreux poèmes, chansons et livres, dont le deuxième roman de Julia Alvarez, In the Time of the Butterflies paru en 1994, qui a été adapté au cinéma en 2001,.